# Rhynchagrotis morrisonistigma
Rhynchagrotis morrisonistigma là một loài bướm đêm trong họ Noctuidae.